# Хэта, Дэймон
Дэймон Хэта (англ. Damon Heta; род. 10 августа 1987, Перт) — австралийский профессиональный дартсмен, выступающий в турнирах под эгидой PDC. Прозвище — The Heat (Жар/Жара), анаграмма фамилии.
Победитель турнира Brisbane Darts Masters (2019) и, совместно с Саймоном Уитлоком в составе сборной Австралии, Кубка мира (2022).

## Результаты на чемпионатах мира

### PDC
- 2020 — Второй раунд (поражение от Глена Дарранта 0-3)
- 2021 — Первый раунд (поражение от Дэнни Бэггиша 2-3)
- 2022 — Третий раунд (поражение от Питера Райта 2-4)
- 2023 — Третий раунд (поражение от Джо Каллена 0-4)
- 2024 — Четвертый раунд (поражение от Скотта Уильямса 1-4)
- 2025 — Третий раунд (поражение от Люка Вудхауса 3-4)

## Леги за 9 дротиков
| Дата            | Противник   | Турнир         | Способ                          | Прим. |
| --------------- | ----------- | -------------- | ------------------------------- | ----- |
| 27 декабря 2024 | Люк Вудхаус | Чемпионат мира | 3 x T20; 3 x T20; T20, T19, D12 | [ 2 ] |